# Thermosphaeroma cavicauda
Thermosphaeroma cavicauda es una especie de crustáceo isópodo de la familia Sphaeromatidae.

## Distribución geográfica
Es endémica de las aguas termales de Durango (México).